# Wāw
Wāw (en arabe وَاو, wāw, ou simplement و) est la 27e lettre de l'alphabet arabe.
Sa valeur numérique dans la numération abjad est 6.
Son caractère Unicode est 0648.